# Kenneth Snelson

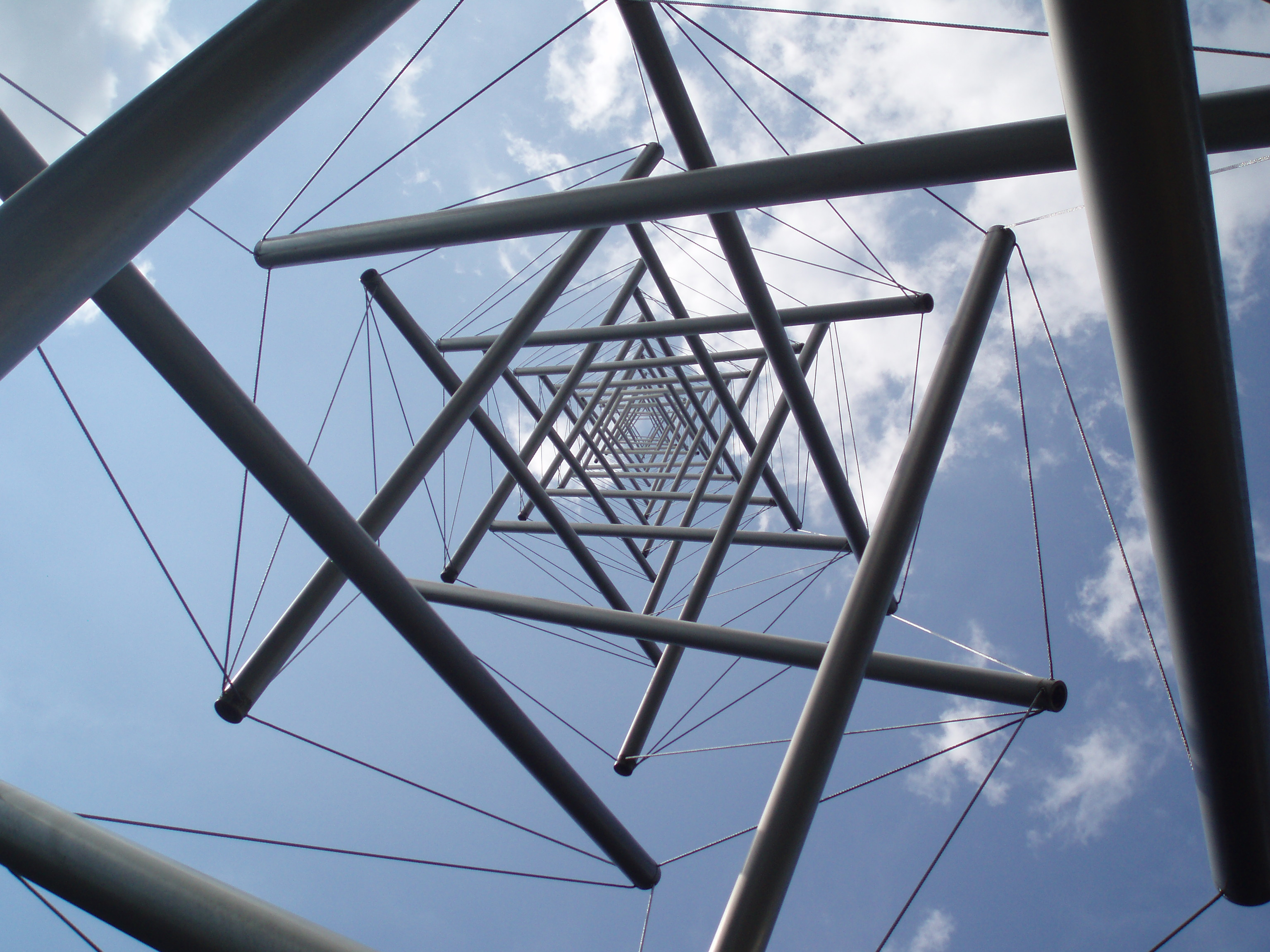
Kenneth Snelson: Needle Tower (1969)

Kenneth Snelson (ur. 29 czerwca 1927 w Pendleton, Oregon, zm. 22 grudnia 2016 w Nowym Jorku) – amerykański rzeźbiarz.

## Twórczość
Snelson od lat pięćdziesiątych XX wieku zajmował się przestrzennym oddziaływaniem sił w konstrukcjach budowlanych. Tworzył przestrzenne konstrukcje złożone ze sztywnych prętów i wiotkich linek. Wraz z Richardem Buckminster Fullerem uważany jest za wynalazcę układów Tensegrity.